# Pimenta-preta
A pimenta-preta (Piper nigrum), também conhecida como pimenta-redonda, ou ainda popularmente chamada pimenta-do-reino no Brasil, é uma das mais antigas e conhecidas especiarias. É o produto agrícola de maior influência em eventos históricos podendo ser traçado um paralelo com a importância do petróleo nos tempos modernos. Os seus grãos, secos e moídos, são muito usados na culinária de diversos países. Tem um sabor forte, levemente picante, proveniente de um composto químico chamado piperina.

## Botânica
As pequenas verduras provêm das bagas da pimenteira, uma planta trepadeira Piper nigrum L. da família Piperaceae, que se desenvolve nas florestas equatoriais da Ásia. Estas quando imaturas apresentam a cor verde, tornando-se vermelhas com a maturação. De acordo com o grau de maturação e a sua tecnologia de produção.

## Variedades

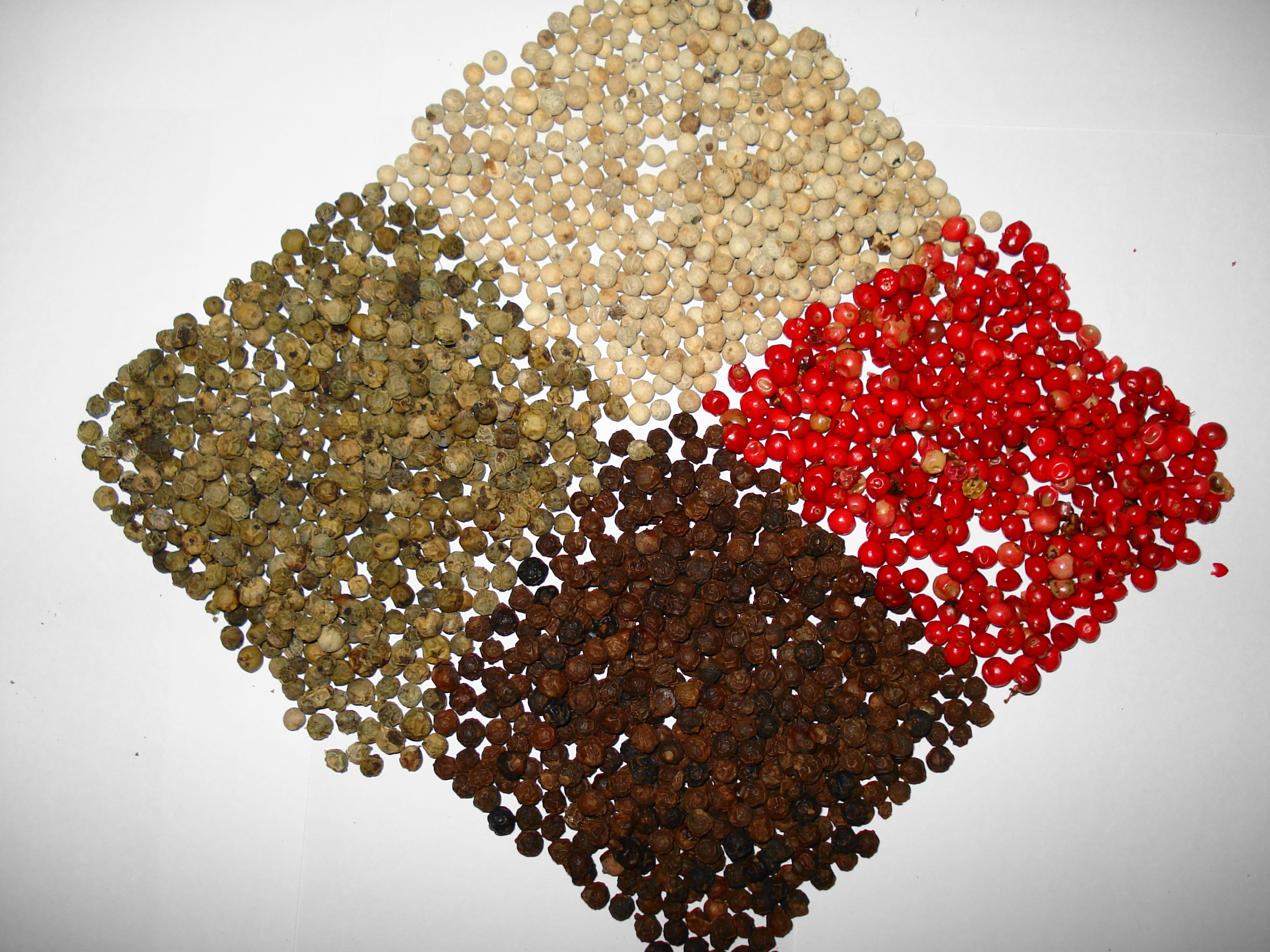
Variedades da pimenta do reino: verde, branca, vermelha e preta

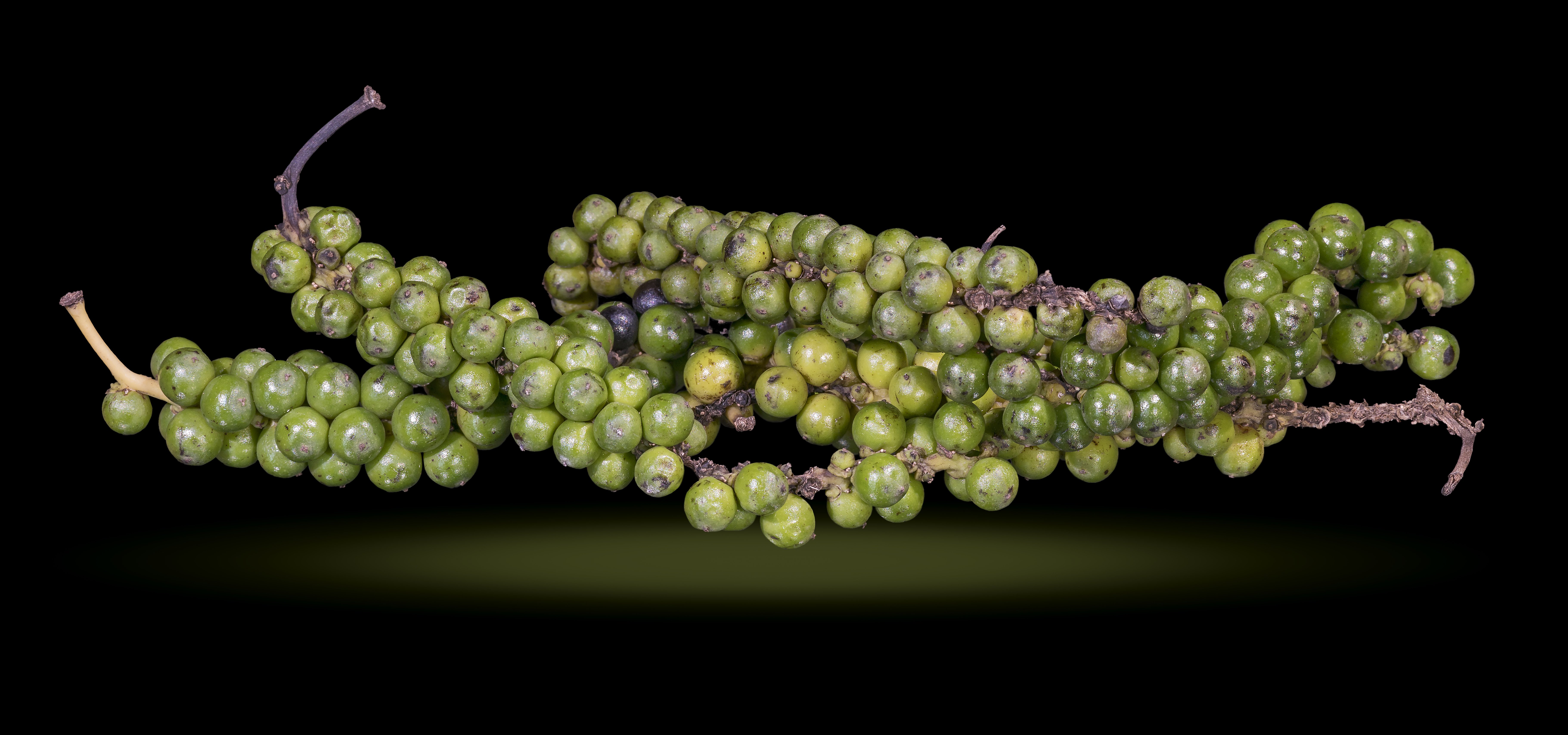
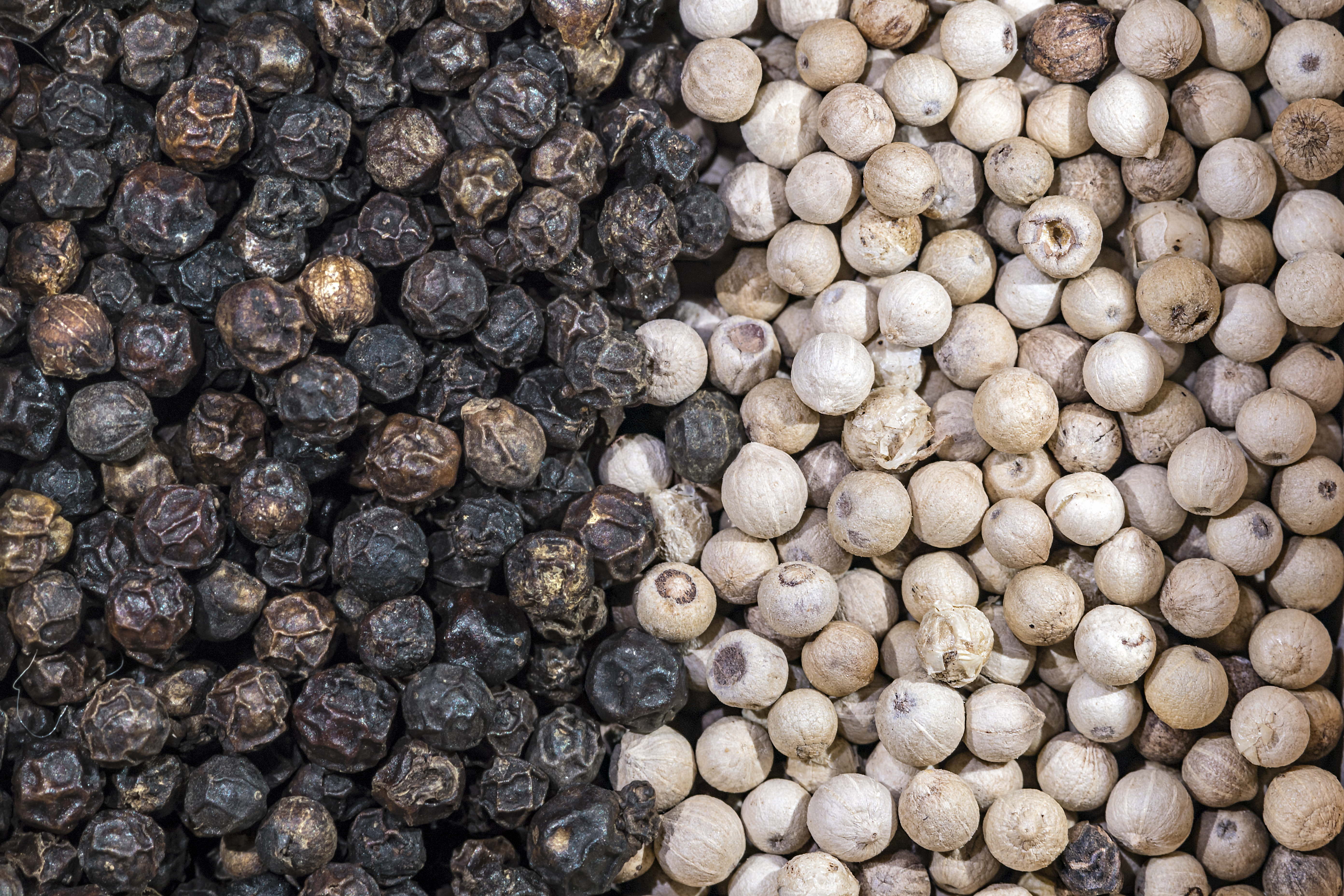

Pimenta verdePara produzir a pimenta verde, as espigas são colhidas quando as drupas atingirem 2/3 do desenvolvimento e é preparada por um dos seguintes processos: a) no primeiro, as espigas são debulhadas e os frutos colocados em salmoura a 12% (sal 12% e ácido cítrico, 0,5%) durante 24 horas, em seguida é feita a drenagem e a renovação da salmoura; b) no segundo processo, a pimenta debulhada é colocada em salmoura a 4% e ácido cítrico a 5%, pasteurizada a 80 °C por 30 minutos; c) no terceiro, a pimenta debulhada é colocada em salmoura a 12%, ácido acético a 3% e em ácido ascórbico a 0,025% durante 72 horas. A solução é renovada após a drenagem. O produto nacional é vendido embalado a vácuo, em sacos aluminizados ou em tambores de plástico hermeticamente fechados, principalmente para países como a Alemanha e Bélgica.
Pimenta brancaPara preparar a pimenta branca, as espigas são colhidas quando os frutos apresentam a coloração amarelada ou vermelha. As espigas são colocadas em sacos de plástico trançado sem serem debulhadas, e maceradas em tanques. Na Região Norte, a pimenta é macerada antes de ser debulhada, mas somente os grandes e médios produtores debulham a pimenta antes da maceração. Para evitar a poluição dos riachos, os pipericultores maceram a pimenta do reino em tanques de alvenaria e em água corrente e, para prevenir o odor putrefato, adicionam calcário para elevar o pH da água. Em um tanque de 20 mil litros são colocados 3 toneladas de pimenta; de 3 em 3 dias a água é trocada e adiciona-se 500 g de calcário dolomítico, gastando-se um total de 1,5 kg de calcário dolomítico. Após 12 dias, os tanques são drenados e lavados para serem reutilizados. A pimenta produzida por esse processo apresenta a coloração branca e o odor característico de pimenta do reino. Após maceração e lavagem, a pimenta é seca ao sol, classificada e embalada em sacos duplos de polipropileno com capacidade de 50 kg. Não é recomendada a secagem da pimenta branca em secadores.
Pimenta vermelhaA pimenta vermelha é preparada a partir de espigas colhidas quando as drupas apresentam a casca lisa, de coloração vermelha a ligeiramente púrpura. Após a colheita, a pimenta é debulhada e processada de forma semelhante à pimenta do tipo verde. OBS: não confundir com a "Pimenta rosa", esta é obtida a partir dos frutos secos da planta aroeira e possui características de sabor e aroma totalmente diferentes da pimenta do reino.
Pimenta pretaPara produzir a pimenta preta, as espigas são colhidas quando as drupas estão completamente desenvolvidas, de coloração verde-claro ou amarelada, debulhadas mecanicamente em debulhadores ou manualmente. Há produtores que não costumam debulhar a pimenta. Neste caso, as espigas são colocadas para secar ao sol, e durante o processo de secagem as drupas secas vão se desprendendo do eixo da espiga. Durante o processo de revolver a pimenta para que a secagem fique uniforme, retiram, com um pequeno rodo de madeira, os eixos das espigas que estão misturados com o produto. A maioria da pimenta produzida é seca ao sol. Poucos produtores utilizam secadores a lenha ou a diesel.

## Origem e história da pimenta do reino

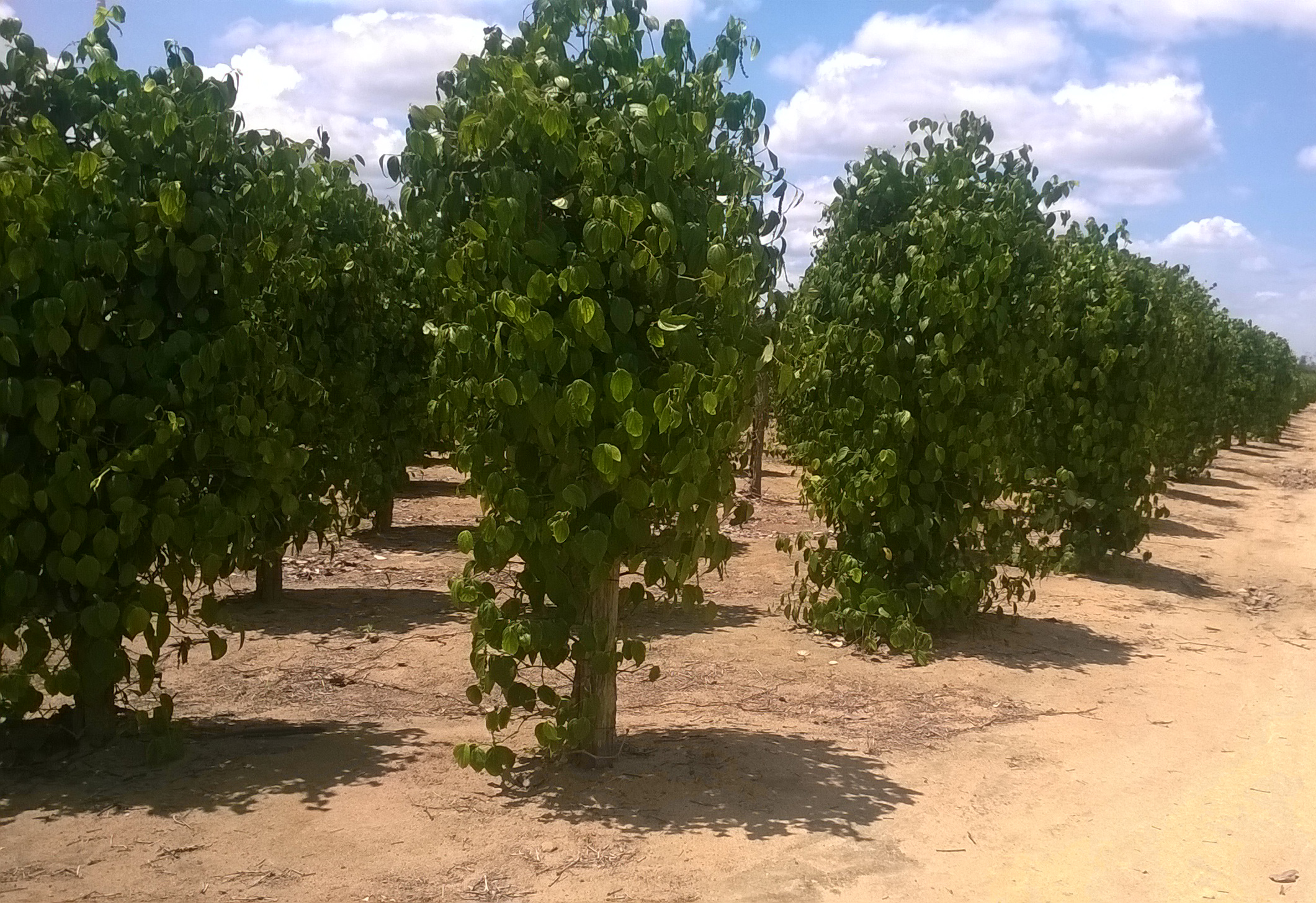
Lavoura de Pimenta do reino

O comércio da pimenta era bastante ativo no subcontinente indiano, de onde era trazida por mercadores muçulmanos para o Ocidente, onde era distribuída por genoveses e venezianos. Historicamente o seu valor chegava a ser tão alto que ela foi utilizada como moeda: conta-se que Alarico I, o Visigodo exigiu de Roma um resgate de ouro, prata e pimenta. A busca por essa especiaria, utilizada e valorizada desde tempos imemoriais, foi uma das principais causas da expansão — e apogeu — do império português no Oriente. Um quintal de grãos de pimenta (60 kg) chegou a valer, à época, 52 gramas de ouro.

## Comércio de pimenta
Os maiores importadores atuais da pimenta brasileira são os Estados Unidos, Holanda, Argentina, Alemanha, Espanha, México e França. Enquanto a Índia, maior produtor mundial de pimenta do reino consome 50% do total produzido, o Brasil consome apenas 12% na forma de grãos inteiros, grãos moídos, em misturas com outros condimentos principalmente cominho, patês, molhos, maionese e embutidos (salame, salsicha, mortadela, presunto). Por muitos anos o consumo doméstico não ultrapassou 5%, no entanto a recuperação da economia brasileira melhorou as condições econômicas da população o que estimulou o aumento do consumo, principalmente na forma de embutidos.